# الرتان
الرتان أو الروتان ومكتوب أيضًا راتان (من لغة الملايو: روتان)، هو اسم لما يقرب من 600 نوع من أشجار النخيل المتسلقة في العالم القديم التي تنتمي إلى فصيلة القلاموساوات. أكبر تنوع لأنواع وأجناس نخيل الروتان موجود في الغابات الاستوائية ذات المظلة القديمة في جنوب شرق آسيا، على الرغم من أنه يمكن العثور عليها أيضًا في أجزاء أخرى من آسيا الاستوائية وأفريقيا. تعتبر معظم أشجار نخيل الروتان من النباتات المتسلقة بيئيًا نظرًا لعاداتها في التسلق، على عكس أنواع النخيل الأخرى. بعض الأنواع لها أيضًا عادات تشبه الأشجار أو الشجيرات.

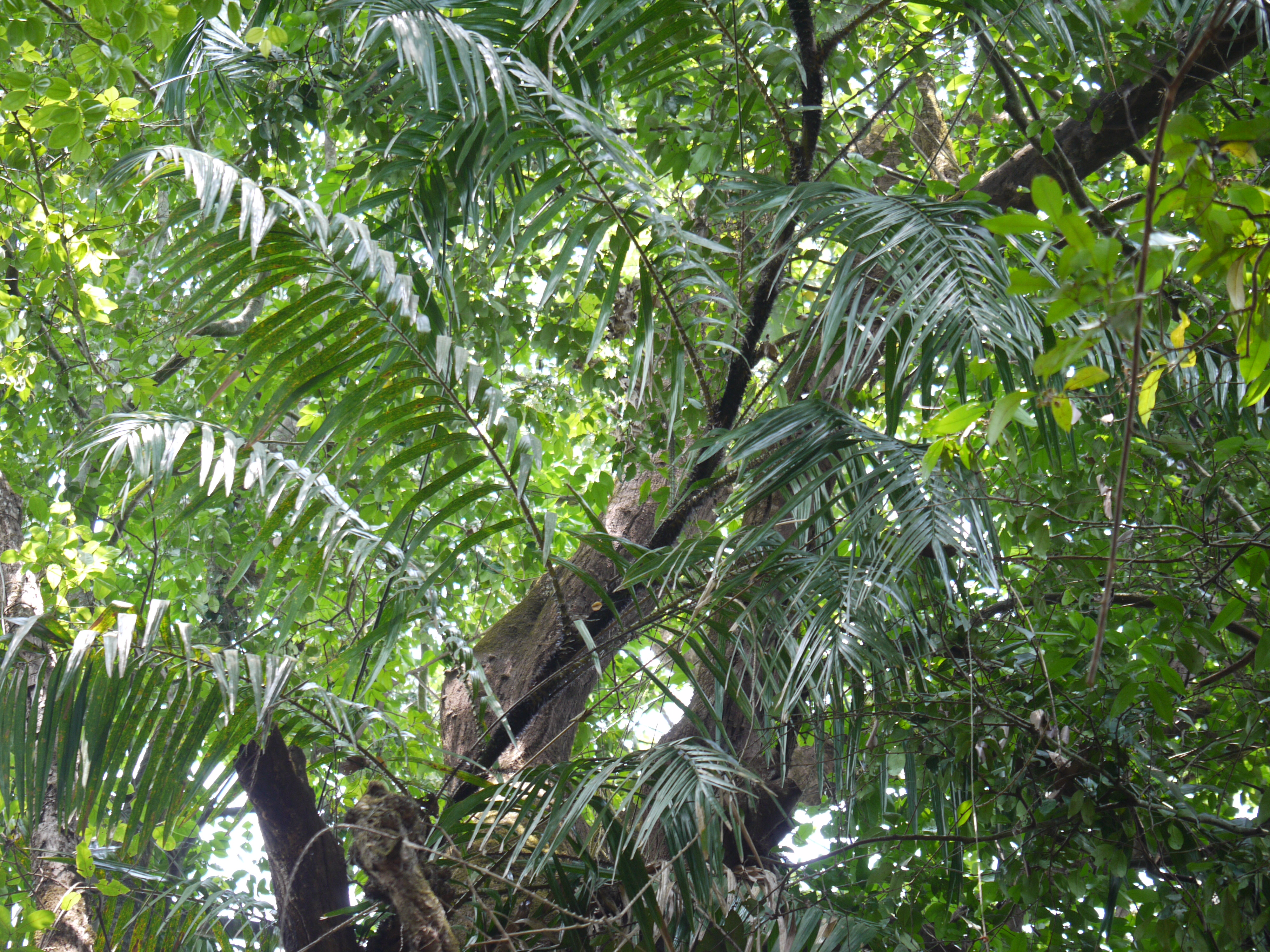
كالاموس ثويتسي في جنوب غرب الهند

حوالي 20% من أنواع نخيل الرتان لها أهمية اقتصادية وتستخدم تقليديًا في جنوب شرق آسيا في إنتاج أثاث الخوص، والسلال، والقصب، والحصير المنسوج، والحبال، وغيرها من الحرف اليدوية. يعد قصب الرتــان أحد أكثر منتجات الغابات غير الخشبية قيمة في العالم. تحتوي بعض أنواع الرتــان أيضًا على فاكهة متقشرة صالحة للأكل وقلب النخيل. على الرغم من المحاولات المتزايدة في السنوات الثلاثين الماضية للزراعة التجارية، إلا أن جميع منتجات الرتــان تقريبًا لا تزال تأتي من نباتات برية. أصبحت إمدادات الرتــان الآن مهددة بسرعة بسبب إزالة الغابات والاستغلال المفرط. كان الرتــان معروفًا أيضًا تاريخيًا باسم قصب مانيلا أو قصب ملقا، استنادًا إلى أصوله التجارية، بالإضافة إلى العديد من الأسماء التجارية الأخرى للأنواع الفردية.